# Santi di ghiaccio

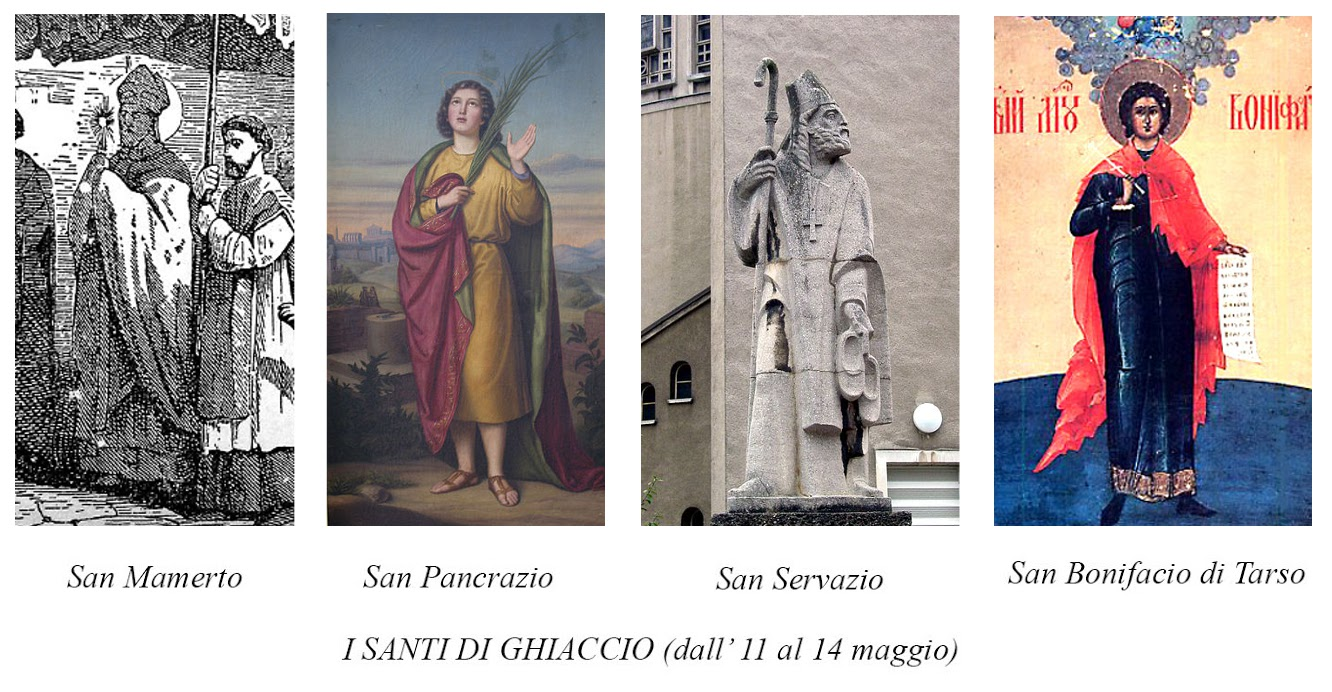
Santi di ghiaccio

L'espressione santi di ghiaccio o santi dell'ultimo ghiaccio o santi dell'ultimo freddo fa riferimento, nella tradizione popolare, ad un'anomalia del clima, in particolare ad un brusco abbassamento delle temperature (prima dell'arrivo "definitivo" della bella stagione) che, secondo le antiche osservazioni dei contadini (ma anche secondo gli studi scientifici), si dovrebbe verificare annualmente nell'Europa centro-settentrionale in corrispondenza della sesta settimana dall'equinozio di primavera e, più precisamente nelle date dell'11, 12, 13, 14 e 15 maggio, giorni dedicati rispettivamente a san Mamerto, san Pancrazio, san Servazio, san Bonifacio di Tarso e Santa Sofia di Roma. Essi sono ben noti in Germania, Polonia, Austria e Svizzera.

## I santi di ghiaccio
1. San Mamerto, vescovo di Vienna in Francia – 11 maggio
2. San Pancrazio, protomartire cristiano – 12 maggio
3. San Servazio, vescovo di Tongeren – 13 maggio
4. San Bonifacio di Tarso, protomartire cristiano – 14 maggio
5. Santa Sofia di Roma, protomartire cristiana – 15 maggio

Nella Germania settentrionale San Mamerto viene considerato il primo dei santi di ghiaccio, mentre nel sud della Germania, in Svizzera e in Austria il primo è San Pancrazio. Tale discrepanza può essere spiegata dal fatto che l'aria fredda del nord raggiunge le Alpi circa un giorno dopo.

## La tradizione popolare
Le date di inizio e fine del fenomeno variano da zona a zona: i "santi di ghiaccio" vengono infatti solitamente indicati in numero di tre, considerando solamente l'11, il 12, e il 13 oppure il 12, il 13 e il 14 maggio; a queste date, può inoltre aggiungersi, a seconda delle zone (specie in Germania meridionale, Svizzera ed Ungheria), anche il 15 maggio, giorno dedicato a santa Sofia di Roma, chiamata in tedesco die kalte Sophie, ovvero "la fredda Sofia". In Italia, si considerano solitamente il 12, il 13 e il 14 maggio (San Pancrazio, San Servazio e San Bonifacio di Tarso) e solo parzialmente l'11 maggio (San Mamerto).
Il fenomeno, come molti altri fenomeni meteorologici citati nella cultura popolare, pare avesse tuttavia una sua validità soprattutto prima della riforma gregoriana (1582) del calendario, riforma che ha spostato in avanti le date del calendario giuliano. Nonostante ciò, il fenomeno dei "santi di ghiaccio" è radicato nella cultura di vari paesi (specie in quei paesi del Nordeuropa di fede luterana, dove la riforma gregoriana è entrata in vigore solo nel Settecento), dando vita a numerosi proverbi.
In croato si parla di ledeni sveci ("santi di ghiaccio"), in francese di Saints de glace ("santi di ghiaccio"), in inglese di Ice Saints ("santi di/del ghiaccio") o di Frost Saints ("santi del freddo"), in tedesco di Eisheiligen ("santi di/del ghiaccio"), Eismänner ("uomini di/del ghiaccio"), gestrenge Herren ("rigidi signori") o di drei Gestrenge ("tre rigidi"), in nederlandese di ijsheiligen ("santi di ghiaccio"), in polacco di Zimni ogrodnicy ("giardinieri freddi"), in svedese di järnnätter ("notti di ferro"), in ungherese di fagyosszentek ("santi gelidi", "santi glaciali"). Il periodo intorno al 15 maggio è noto inoltre in italiano come "inverno dei cavalieri".
In Veneto, il fenomeno (e - più in generale - le bizze climatiche del mese di maggio) ha dato origine all'espressione majo majon, espressione che gioca sulla quasi omonimia delle parole venete majo, "maggio", e majon, "maglione".

## Spiegazioni scientifiche del fenomeno
Al fenomeno sono state date anche alcune spiegazioni scientifiche: la prima è che tale fenomeno sarebbe dovuto ad uno "scontro" anticiclonico, mentre la seconda riguarda lo scioglimento dei ghiacciai in montagna. Ancora, in un articolo si descrive il fenomeno causato da un ciclo finale di bassa pressione della regione artica. Addirittura, alcuni contadini francesi, aspettano questi giorni prima di seminare.
La presunta ondata di freddo di metà maggio fu studiata anche da alcuni alunni di Galileo Galilei, che diligentemente hanno registrato il clima tra il 1655 e il 1670. È stato anche teorizzato che una cintura di asteroidi impedisse ai raggi del sole di penetrare sulla Terra. Ma nel 1902 William Dines, presidente della Royal Meteorological Society, ha utilizzato tecniche statistiche moderne per dimostrare che i santi di ghiaccio fossero soltanto un mito, causati da effetto di selezione. Una revisione dei dati da parte di Kew Gardens tra il 1941 e il 1969 ha dimostrato che il 13 maggio è solitamente il giorno più caldo del mese, ma è seguito da un brusco calo della temperatura. Sia l'inaffidabilità e la mancanza di puntualità sono sufficienti a dissipare tutte credibilità nei santi di ghiaccio che viene lasciata al giudizio personale.
Dati ufficiali raccolti a Payerne dal 1965 al 2008 per quanto riguarda la Svizzera, sembrano d'altro canto non poter confermare la saggezza popolare dei Santi di ghiaccio piuttosto diffusa anche in territorio elvetico.

## Proverbi

### Proverbi italiani
- A mezzo maggio, coda dell'inverno.
- Magio par quanto belo, de giasso el ghi ne ga in serbo sempre on granelo, proverbio veneto, che significa: "Maggio, per quanto bello, di ghiaccio ne ha in serbo sempre un granello".[23]
- Né di maggio né di maggione - togliersi il pelliccione.[2]
- S't'è un bån gabanàz, tínal pr'al mais ad Màz, proverbio bolognese, che significa: "Se hai un buon mantello, tienilo per il mese di maggio"

### Proverbi in lingua francese
- Sont bien nommées les saints de glace, Mamert, Servais et Pancrace, vale a dire "Sono giustamente chiamati 'santi di ghiaccio' Mamerto, Servazio e Pancrazio.[24]
- Saint Mamert, Saint Servais, Saint Pancrace, sont toujours de vrais saints de glace, ovvero "San Mamerto, San Servazio, San Pancrazio sono sempre dei santi di ghiaccio".[12]
- Saint-Mamert, Saint-Servais, Saint-Pancrace, de leur passage laissent souvent trace, ovvero "San Mamerto, San Servazio, San Pancrazio, del loro passaggio lasciano sempre traccia.[25]
- Avant St. Servais, point d'été. Après St. Servais, plus de gelée.[21]
- Quand le St. Urbain est passé, le vigneron est rassuré.[21]

Si noti inoltre che i giorni freddi di intorno al 10 maggio sono chiamati anche con il termine di "maggio francese".

### Proverbi in lingua inglese
- He who shears his sheep before St Servatius' Day loves his wool more than his sheep (Yorkshire), ovvero "Colui che tosa la sua pecora prima del giorno di San Servazio, ama la sua lana più della sua pecora".[26]

### Proverbi in lingua olandese
- Pancraas. Servaas en Bonifaas, geven ijs en vorst helaas, ovvero "Pancrazio, Servazio e Bonifacio danno ghiaccio e freddo, purtroppo".[13]
- Voor Servaas geen zomer, na Servaas geen winter, vale a dire "Prima di San Servazio, niente estate; dopo San Servazio, niente inverno".[13]
- Als is Mamertus oud en grijs, hij houdt van vriezen en van ijs, ovvero "Essendo Mamerto vecchio e grigio, ama il freddo e il ghiaccio".[13]
- Tot Bonifaas, die strenge baas, wees voor de vrucht, op vorst beducht, vale a dire "Fino a San Bonifacio, il rigido padrone, fa' attenzione alla frutta, minacciata dal freddo".[13]

### Proverbi in lingua polacca
- Święta Zofija kłosy rozwija, ovvero "Santa Sofia apre la spiga".[27]
- Za świętą Zofiją pola w kłos wybiją, ovvero "Dopo Santa Sofia i campi si distruggono fino alla spiga".[27]
- Święty Izydor wołkami orze, kto go poprosi – temu pomoże, ovvero "San Isidoro ara con i buoi, aiuta a chiunque gli chiede".[27]
- Pankracy, Serwacy, Bonifacy: źli na ogród chłopacy, ovvero "Pancrazio, Servazio, Bonifacio: nell'orto cattivi ragazzi".[27]
- Pankracy, Serwacy i Bonifacy to wielcy dziwacy, a każdy zimnem raczy, ovvero "Pancrazio, Servazio, Bonifacio: sono i grandi pazzi, ognuno fornisce il freddo".[27]
- Pankracy, Serwacy i Bonifacy chłodem się znaczą i zwykle płaczą, ovvero "Pancrazio, Servazio e Bonifacio danno il freddo e di solito piangono".[27]

### Proverbi in lingua tedesca
- Pankraz, Servaz, Bonifaz machen erst dem Sommer Platz, ovvero "Solo Pancrazio, Servazio e Bonifacio fanno posto all'estate".[5]
- Mamerz hat ein kaltes Herz, ovvero "(San) Mamerto ha un cuore freddo".[5]
- Vor Servaz kein Sommer, nach Servaz kein Frost, ovvero "Prima di San Servazio, niente estate; dopo San Servazio, niente freddo".[5][28]
- Vor Bonifaz kein Sommer, nach der Sophie kein Frost, ovvero "Prima di San Bonifacio, non c'è estate; dopo Santa Sofia, non c'è freddo".[5]

### Proverbi in lingua ungherese
- Pongrác, Szervác, Bonifác, Zsófia is lehet gyász, ovvero "Pancrazio, Servazio, Bonifacio e anche Sofia può essere un lutto"[18]

## I "santi di ghiaccio" nella cultura di massa

### Letteratura
- Il fenomeno ha ispirato la poesia di Endre Ady Fagyosszentek[17]
- Questo fenomeno ha ispirato una poesia popolare in triestino intitolata I tre santi de iazo e scritta dal poeta dialettale Argimiro Savini[29][30]
- Ai santi di ghiaccio è dedicata la poesia in lingua tedesca Die Eisheiligen, scritta da Max Herrmann-Neisse (1886–1941)[31]
- Il fenomeno ha ispirato un racconto dello scrittore ungherese Ádám Bodor, intitolato appunto Fagyosszentek[17]

### Cinema e fiction
- Die Eisheiligen è il titolo del primo episodio della seconda stagione della serie televisiva Der Winzerkönig[32]
- Il film Ice Saints per la regia di Ryan Andrew Balas del 2013.[33]

### Musica
- Elepho, The Ice Saints, durata 7:12, in Progressive Goa 2016, EDM Records, 8 aprile 2016.[34]